# Propaganda Federacji Rosyjskiej

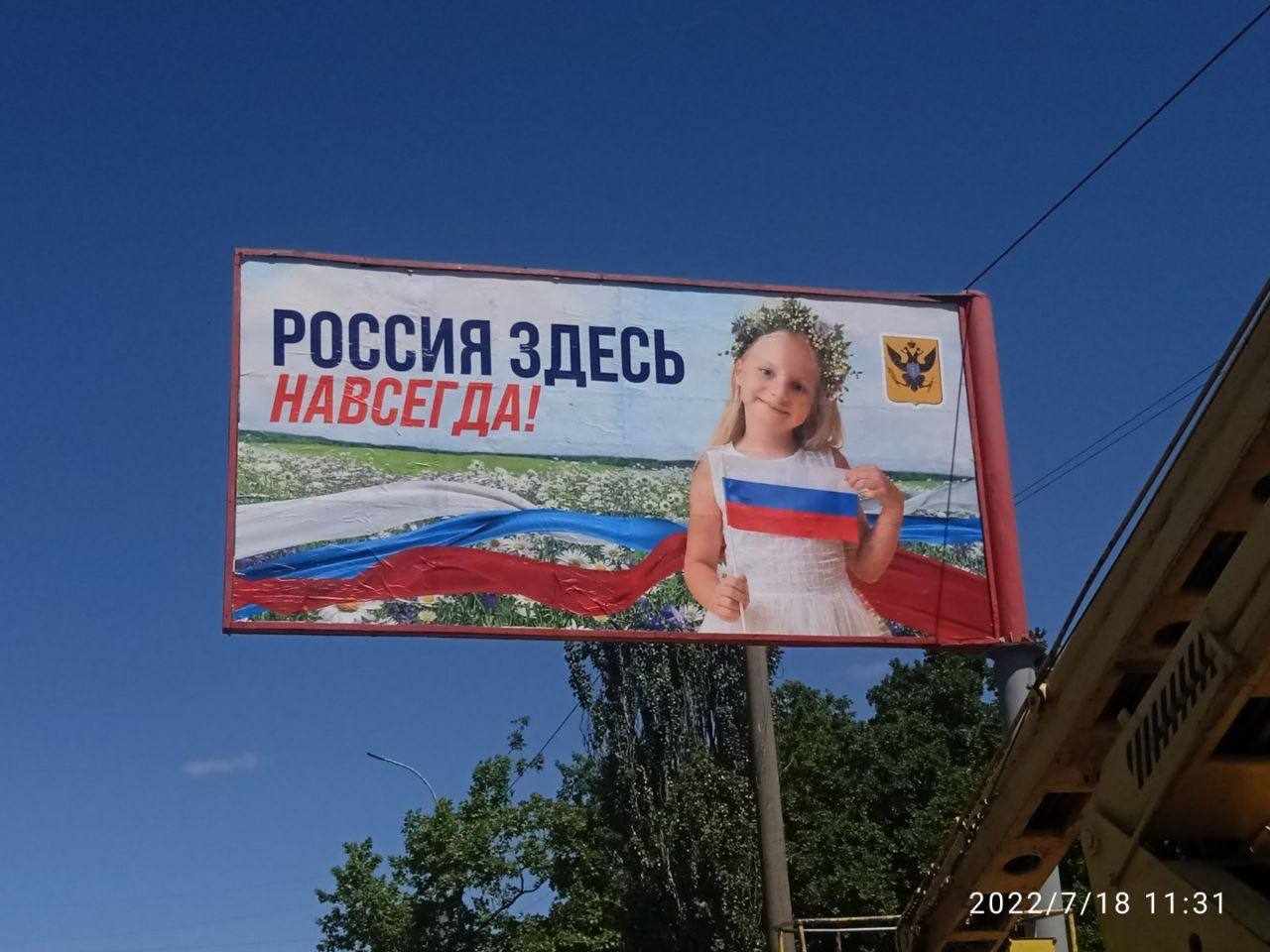
Bilbord z propagandowym napisem „Rosja jest tu na zawsze” w Chersoniu podczas okupacji

Propaganda Federacji Rosyjskiej – szereg metod i działań dezinformacyjnych podejmowanych przez podmioty działające w Federacji Rosyjskiej na rzecz realizacji celów państwa w polityce wewnętrznej i międzynarodowej. Jako zadania rosyjskiej propagandy wskazuje się m.in. podważanie zaufania do instytucji demokratycznych, tworzenie podziałów w społeczeństwach zachodnich oraz popularyzację przekazu formowanego przez władze Rosji.

## Metody działania
Działania Rosji na polu propagandy podejmowane są zarówno wobec własnego społeczeństwa (np. przyjęcie restrykcyjnych ustaw regulujących sferę aktywności obywatelskiej w grudniu 2020), wobec organizacji pozarządowych (ustawa z 2012 o agentach zagranicznych i z 2013 o organizacjach niepożądanych), jak i wobec światowej opinii publicznej, w tym w sprawach międzynarodowych (np. wykorzystywanie technik z czasów ZSRR w sytuacji aneksji Krymu w 2014 roku). 
Szczególnym przypadkiem działań jest tzw. Agencja Badań Internetowych, która zatrudnia osoby piszące komentarze internetowe w różnych językach mające podsycać dyskusje i wywoływać skrajne emocje (tzw. trollowanie). Podmiot ten działa od 2013 roku i dysponuje miesięcznym budżetem w wysokości ok. 1 mln euro, a jego celem jest osłabianie państw zachodnich poprzez wzmacnianie polaryzacji społecznej. W zachodnich mediach opisywane są również przypadki działania tzw. brygad sieciowych, których działania wpisują się w prowadzenie tzw. wojny hybrydowej. Oprócz tego narzędziem propagandy pozostają zależne od władzy media działające również poza granicami Rosji, jak np. Sputnik News, czy też anglojęzyczna Russia Today oraz agencja informacyjna Rossija Siegodnia (do 2013 działająca jako RIA Nowosti). 
Ponadto w Rosji obowiązują przepisy, na podstawie których rosyjski regulator mediów (Roskomnadzor) wymaga, aby dostawcy usług audiowizualnych mający ponad 100 tys. odbiorców obowiązkowo uzupełniali swoją ofertę o kanały państwowe – spełnienia tego wymogu odmówił m.in. Netflix nie chcąc powielać przekazu władz rosyjskich na temat inwazji na Ukrainę.

### Funkcjonowanie po rozpoczęciu inwazji na Ukrainę
Głównym narzędziem rosyjskiej propagandy jest telewizja państwowa, która stanowi podstawowe źródło informacji dla ponad 60% Rosjan, przede wszystkim osób starszych i spoza wielkich miast. Szczególne znaczenie dla kształtowania opinii mają najpopularniejsze kanały telewizyjne Rossija 1 i Rossija 24 należące do holdingu WGTRK, który jest głównym nadawcą radiowo-telewizyjnym w kraju, a także rządowy Pierwyj Kanał oraz należący do państwowej spółki Gazprom-Media kanał NTV. Po rozpoczęciu wojny z Ukrainą zmieniono ramówkę głównych kanałów – ograniczono nadawanie treści rozrywkowych i seriali, wydłużono czas trwania programów informacyjnych i publicystycznych. Ważną zmianą było wydłużenie nadawanych na kanałach Rossija programów stanowiących esencję przekazu propagandowego Kremla i prowadzonych przez kluczowe postaci rosyjskiej telewizji. Wydłużono podsumowujące cały tydzień wydanie Wiadomości tygodnia z komentarzem prowadzącego ten program Dmitrija Kisielowa – szefa rządowej agencji informacyjnej Rossija Siegodnia, emitowanego dwa razy dziennie w dni powszednie programu 60 minut prowadzonego przez małżeństwo Olgę Skabiejewą i Jewgienija Popowa oraz codziennego programu Wieczór z Władimirem Sołowjowem. Długość każdego z tych programów dochodzi nawet do trzech godzin.
Wśród gości zapraszanych do komentowania wydarzeń znajdują się kremlowscy politycy, eksperci i naukowcy z Rosji oraz przedstawiciele innych krajów występujący w roli tzw. zawodowych obcokrajowców, uosabiających najczęściej zbiór stereotypów na temat danej narodowości funkcjonujący w Rosji. Taki dobór uczestników ma stwarzać pozory pluralizmu i obiektywnej dyskusji, która uwzględnia opinie różnych stron. Główną zasadą obowiązującą w programach jest formułowanie wypowiedzi pod określone wcześniej tezy zgodne z linią Kremla oraz niedopuszczalność krytyki prezydenta Władimira Putina. Umiarkowana krytyka rządu czy pojedynczych polityków bywa dozwolona. W ramach powyższych zasad w programach niejednokrotnie przedstawiane są opinie skrajne, ksenofobiczne i pseudonaukowe, co ma na celu poszerzanie ram dyskusji i odwracanie uwagi od realnych problemów w państwie. Charakterystyczny jest wysoki poziom agresji werbalnej mówców, którzy przekrzykują się nawzajem. Były również przypadki, gdy na wizji dochodziło do przemocy fizycznej pomiędzy uczestnikami.
W Rosji odnotowano również przypadki eliminowania mediów, które nadawały przekaz niezgodny z oficjalną linią narzucaną przez władze – przykładem tego był los rozgłośni radiowej Echo Moskwy, czy też telewizji Dożd´ po inwazji Rosji na Ukrainę. Wskazuje się, że likwidowanie niezależnych mediów od początku było charakterystycznym elementem rządów Władimira Putina, który tuż po rozpoczęciu swojej pierwszej kadencji doprowadził do przejęcia niezależnej telewizji NTW. Żanna Niemcowa (córka zamordowanego opozycjonisty Borisa Niemcowa) podkreśla, że rosyjska propaganda zabija i „środki masowego przekazu w Rosji są bronią masowego rażenia mózgów Rosjan” (ang. Russian media is a weapon of mass destruction of people’s brains, ros. Пропаганда в российских СМИ – оружие массового поражения мозгов).
Po rozpoczęciu pełnoskalowej rosyjskiej inwazji na Ukrainę oddziaływanie rosyjskiej propagandy wobec krajów zachodnich uległo ograniczeniu, jednak nie zostało całkowicie wyeliminowane. Przykładem próby oddziaływania na zachodniego odbiorcę był przeprowadzony przez Tuckera Carlsona pierwszy od 24 lutego 2022 wywiad udzielony mediom zachodnim przez Władimira Putina. Przedstawione w nim tezy spotkały się m.in. z reakcją polskiego Ministerstwa Spraw Zagranicznych.

## Stosunek propagandy do Polski
Propaganda rosyjska mówiąc o Polsce poświęca wiele miejsca wątkom historycznym. Polacy oskarżani są najczęściej o przyczynienie się do wybuchu II wojny światowej, współpracę z Adolfem Hitlerem i rewizjonistyczne zapędy wobec Ukrainy względem Kresów Wschodnich.

### „Polska hieną Europy”
W rosyjskiej propagandzie bardzo często pojawiającym się hasłem w stosunku do Polski jest „[chciwa] hiena Europy”. Hasło przypisywane jest Winstonowi Churchillowi, który miał tak nazwać Polskę w kontekście aneksji Zaolzia w 1938 W rzeczywistości Churchill w książce The Gathering Storm stwierdził, że Polska „z apetytem hieny (...) przyłączyła się do grabieży i zniszczenia państwa czechosłowackiego”.
6 lutego 2023 stacja telewizyjna Rossija 1 wyemitowała propagandowy dokument historyczny Polska – hiena Europy. Dotyczył on działań polskiej klasy politycznej w latach poprzedzających II wojnę światową. W filmie pada pod ich adresem szereg zarzutów. Przede wszystkim, stawia on zarzut współpracy między II Rzeczpospolitą a III Rzeszą. Józef Piłsudski nazwany jest „führerem”, a pakt o nieagresji z 1934 zostaje określony „paktem Piłsudski-Hitler”. Występujący w dokumencie historyk Aleksiej Płotnikow stawia zarzut na podstawie rzekomych dokumentów z 1937, z których miało wynikać, że Polacy planują sojusz wojskowy z III Rzeszą mający na celu pokonanie Związku Sowieckiego. Drugi historyk, Konstantin Zalesskij zarzuca Polakom faszyzm i antysemityzm oraz stwierdza, że władze polskie podejmowały kroki w celu stworzenia obozów koncentracyjnych dla Żydów. Film konkluduje teza mówiąca o tym, że Polska zawdzięcza niepodległość Stalinowi oraz los Polski w wyniku kampanii wrześniowej był uczciwy i zasłużony.
W ocenie Katarzyny Chawryło, ekspertki Ośrodka Studiów Wschodnich, film miał na celu przekonać odbiorców, że Polska (historycznie i współcześnie) jest państwem agresywnym, dążącym do wojny, o ambicjach imperialnych wobec Ukrainy oraz chcącym rozpocząć wojnę NATO-Rosja.
2 listopada 2023 (2 dni przed obchodami Dnia Jedności Narodowej) Dmitrij Miedwiediew, wówczas wiceprzewodniczący Rady Bezpieczeństwa Federacji Rosyjskiej, na łamach Rossijskajej gaziety opublikował tekst, w którym nazwał Polskę „hieną Europy” i oskarżył o zamiar rozpętania III wojny światowej pomiędzy państwami NATO a Rosją.

### Relacje polsko-ukraińskie
Rosyjska propaganda wielokrotnie stawiała tezę o potencjalnej agresji Polski na Ukrainę w celu odzyskania zachodnich ziem ukraińskich, przede wszystkim Lwowa. Wątek rzekomych ambicji imperialnych Polski propaganda łączy z wątkiem rzezi wołyńskiej. Zdaniem eksperta występującego w jednym z materiałów emitowanych w programie informacyjnym Wiesti na kanale Rossija 1, rzeź wołyńska może być częścią narracji polskiej władzy podbudowującej społeczeństwo do rozpoczęcia wojny polsko-ukraińskiej.

## Przykłady oddziaływania
Od początku rządów Władimira Putina wyraźne jest wzmocnienie przekazu jakoby otoczenie Rosji nastawione było do niej wrogo – w szczególności wskazywano tu na kraje zachodnie, zaś prodemokratycznej opozycji przypisywano rolę piątej kolumny Zachodu. Tworzenie takiego wizerunku służyło m.in. jako uzasadnienie do wzmacniania uprawnień prezydenta oraz do zwiększania udziału w zarządzaniu państwem osób wywodzących się ze służb specjalnych, przy czym sam Putin był pracownikiem KGB, a w latach 1998–1999 stał na czele FSB.
Od 2014 roku rosyjska propaganda mocno eksponowała kwestie związane z aneksją Krymu oraz wojną w Donbasie, co stanowiło element wojny hybrydowej przeciwko Ukrainie. Ukrainę nieustająco przedstawiano jako agresora, a wzmacnianie ukraińskich zdolności obronnych przez NATO jako szykowanie kraju do agresji przeciw Rosji. W reakcji na to Ukraina zakazywała działalności różnych mediów rosyjskich, jednak w ich miejsce powstawały kanały należące do Ukraińców sprzyjających polityce władz rosyjskich. Działania rosyjskiej propagandy wielokrotnie miały miejsce także w krajach Unii Europejskiej, czego przykładem było tworzenie zmanipulowanych przekazów przy okazji katalońskiego referendum w 2017 roku. Z kolei w 2016 o rozpętanie wojny informacyjnej w celu destabilizacji kraju oskarżył Rosję czeski kontrwywiad. W przypadku Polski charakterystycznym elementem jawnie prowadzonych działań propagandowych jest dążenie do skonfliktowania jej z krajami Wspólnoty Niepodległych Państw poprzez przypisywanie jej współodpowiedzialności za wybuch II wojny światowej. Przykładem działań na polu propagandy wewnątrzkrajowej była likwidacja Stowarzyszenia Memoriał (organizacja zajmująca się propagowaniem wiedzy o sowieckich represjach oraz prawami człowieka w krajach byłego ZSRR) i towarzysząca temu kampania gloryfikująca instytucje tworzące dawny aparat represji. Innym przykładem są wprowadzone w trakcie rządów Władimira Putina i zaostrzone w grudniu 2022 roku przepisy uderzające w wizerunek organizacji pozarządowych oraz obywateli, którzy korzystali w swojej działalności ze wsparcia pochodzącego z zagranicy – w takich sytuacjach rosyjskie prawo wymusza przypisanie statusu zagranicznego agenta.

### Działania wobec Polski i Białorusi
Od lat obserwuje się nasilenie akcji propagandowych związanych z historycznymi rocznicami ataku na Polskę w dniu 1 i 17 września 1939 (np. w 2019 Ambasada Rosji w RPA oznajmiła, że 17 września ZSRR nie dokonał napaści na Polskę). W publicystyce towarzyszącej rocznicom przedstawia się Polskę jako państwo faszystowskie i sojusznika III Rzeszy. Rozpowszechniane są nieprawdziwe informacje na temat rzekomej polsko-niemieckiej parady zwycięstwa po utracie części terytoriów przez Czechosłowację, stawiane są tezy o współudziale Polski w wywołaniu II wojny światowej, a agresja ZSRR na Polskę przedstawiana jest jako wyzwolenie Białorusinów przez Armię Czerwoną. Eksperci szacują, że na Białorusi działa ok. 40 portali internetowych finansowanych przez Rosję w celu przekazywania treści zgodnych z interesami politycznymi rosyjskich władz. Wskazuje się także na podobieństwa w przedstawianiu wizerunku przedwojennej Polski i współczesnej Ukrainy, w tym akcentowanie sytuacji mniejszości narodowych i podkreślanie roli Rosji jako wyzwoliciela. Celem oddziaływania propagandy na tym polu jest z jednej strony wzbudzenie u Białorusinów przekonania, że niepodległość ich kraju zależy od ścisłego sojuszu z Rosją, z drugiej zaś strony podtrzymywanie w społeczeństwie rosyjskim syndromu oblężonej twierdzy. Dodatkowym celem działań rosyjskiej propagandy jest obniżanie poziomu zaufania społecznego wobec Unii Europejskiej i NATO – dlatego jednym z elementów przekazu jest podkreślanie osamotnienia Polski przez państwa zachodnie po wybuchu II wojny światowej.
Innym przykładem wykorzystywania historii do dyskredytowania Polski i budowania poczucia jedności między Białorusią a Rosją jest kwestia historii Rzeczypospolitej. W lutym 2022 w Rosji powstał komitet organizacyjny obchodów 250. rocznicy I rozbioru Polski, którą to rocznicę określono jako 250-lecie Zjednoczenia Białorusi z Rosją. Dodatkowo rosyjska propaganda buduje przekaz jakoby Polska współcześnie zabiegała o uzyskanie korzyści terytorialnych kosztem Ukrainy, a zachodnie tereny Polski określa jako podarunek Stalina dla Polaków.

### Działania wobec Ukrainy
W przekazie propagandy rosyjskiej Ukraina pokazywana jest jako kraj sztuczny, zaś naród ukraiński jako jeden z elementów trójjedynego narodu ruskiego. Sam Władimir Putin odwołuje się zarówno do pojęcia Małorosji, jak i przypisuje rozwój ukraińskiej kultury sowieckiej polityce ukrainizacji prowadzonej w ramach tzw. korienizacji. Dodaje przy tym, że obecny kształt granic Ukrainy to efekt decyzji władz ZSRR podjętych kosztem Polski, Rumunii, Czechosłowacji oraz Rosji. W ocenie Władimira Putina kolejne rządy, które sprawują władzę od czasu Euromajdanu wykorzystują historyczne rosyjskie ziemie do prowadzenia polityki wymierzonej w Rosję, a dodatkowo Ukraina stała się dobrowolnym zakładnikiem cudzej woli geopolitycznej. Ponadto rosyjska propaganda utrzymuje, że w wyniku Euromajdanu do władzy na Ukrainie doszli naziści.
W trakcie inwazji Rosji na Ukrainę w 2022 publiczna telewizja Rossija 24 nazwała ją specjalną operacją demilitaryzacji i denazyfikacji Ukrainy, oskarżała władze Kijowa o sianie paniki, a władze Ukrainy o wywołanie kryzysu humanitarnego, w tym budowanie poczucia zagrożenia u studentów z Nigerii i Ghany, a kraje zachodnie o utrudnianie życia rosyjskim turystom. Wprowadzono też zakaz stosowania wobec inwazji takich określeń jak wojna, czy też atak, zastępując je określeniem operacja specjalna, a następnie operacja wojenna lub wojenna operacja specjalna i grożąc przy tym redakcjom 5 milionami rubli grzywny w przypadku niestosowania się do wytycznych. W marcu wprowadzono nowe przepisy na podstawie których osoby przekazujące niezgodne z linią rosyjskich władz informacje o wojnie, wzywające do nałożenia sankcji lub dyskredytujące siły zbrojne zagrożone są karami do 15 lat pozbawienia wolności. Przepisy te wykorzystywane są w praktyce, np. w marcu 2022 Komitet Śledczy Federacji Rosyjskiej wszczął postępowanie wobec dziennikarza i byłego parlamentarzysty, Aleksandra Niewzorowa, w rezultacie czego moskiewski sąd wydał zaoczny nakaz aresztowania.
Po rozpoczęciu inwazji na Ukrainę nasiliło się też oddziaływanie rosyjskiej propagandy w przestrzeni internetowej innych państw, np. Instytut Badań Internetu i Mediów Społecznościowych w ciągu jednej doby odnotował 120 tys. prób dezinformacji – dotyczyło to przede wszystkim wpisów mających na celu budowanie przekonania o niewłaściwej postawie władz ukraińskich oraz wzbudzanie niechęci do uchodźców przybywających z Ukrainy. Jednocześnie władze podtrzymywały przekaz, że Ukraina nie została zaatakowana – np. podczas konferencji prasowej w dniu 10 marca 2022 (dwa tygodnie po rozpoczęciu inwazji) rosyjski minister spraw zagranicznych Siergiej Ławrow oznajmił, że Rosja nie zamierza atakować innych państw i że nie zaatakowała Ukrainy.

## Sankcje państw zachodnich
Po inwazji Rosji na Ukrainę kraje zachodnie nałożyły na Rosję szereg sankcji, w tym również odnoszących się do obszaru propagandy. Przykładem jest decyzja Rady Unii Europejskiej o zawieszeniu odbioru kontrolowanym przez rosyjskie władze mediom: Sputnik News i Russia Today. Dodatkowo Unia Europejska otwarcie komunikuje, że rosyjskie kampanie dezinformacyjne są jedną z przyczyn napiętych relacji między UA a Rosją.
Oprócz tego sankcjami objęte zostały takie osoby jak Jewgienij Prigożyn (właściciel tzw. farm trolli) oraz Dmitrij Pieskow (rzecznik prasowy prezydenta Rosji).

## Lista „nieprzyjaznych państw”
Od maja 2021 Rosja prowadzi listę państw, które w ocenie władz Rosji podejmują działania nieprzyjazne wobec Federacji Rosyjskiej, obywateli Federacji Rosyjskiej lub rosyjskich osób prawnych. Pierwsza wersja listy obejmowała jedynie Stany Zjednoczone i Czechy. W przypadku Republiki Czeskiej przyczyną była reakcja czeskich władz na udział agentów rosyjskiego wywiadu wojskowego w sprawie eksplozji we Vrběticach. W marcu 2022 rosyjska agencja prasowa TASS przekazała informację, że rząd Federacji Rosyjskiej zatwierdził listę państw, które dopuszczają się nieprzyjaznych działań przeciwko Rosji, jej firmom i obywatelom, co oznacza, że lista została poszerzona o kraje, które zastosowały wobec Rosji sankcje po jej inwazji na Ukrainę. Aktualnie na liście znajdują się Stany Zjednoczone, Kanada, kraje Unii Europejskiej, Wielka Brytania, Ukraina, Czarnogóra, Szwajcaria, Albania, Andora, Islandia, Liechtenstein, Monako, Norwegia, San Marino, Macedonia Północna, a także Japonia, Korea Południowa, Australia, Mikronezja, Nowa Zelandia, Singapur i Tajwan.